# Dupree, South Dakota
Dupree är administrativ huvudort i Ziebach County i South Dakota. Orten har fått sitt namn efter bosättaren Fred Dupris. Enligt 2010 års folkräkning hade Dupree 525 invånare.